# Mesa giratoria (espiritismo)

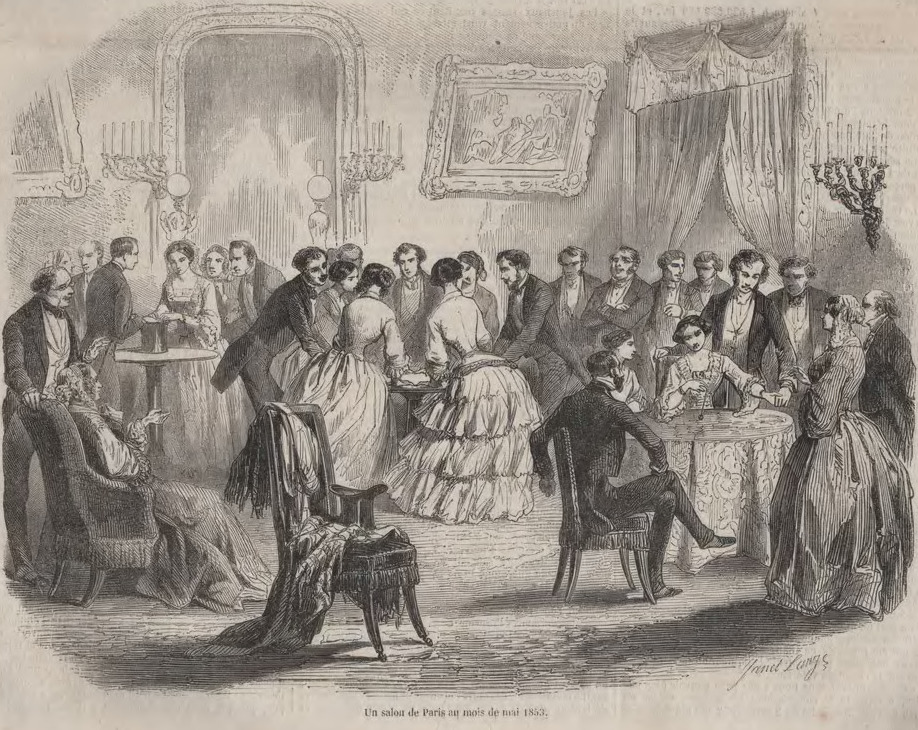
Sesión de mesas giratorias en París, 1853.

Las mesas giratorias, también denominadas mesas parlantes o danzantes, es un tipo de sesión espiritista en la que los participantes se sientan alrededor de una mesa, colocan las manos sobre ella y esperan a que gire. Supuestamente, la mesa servía para comunicarse con los espíritus; se pronunciaba lentamente el alfabeto en voz alta y la mesa se inclinaba a la altura de la letra correspondiente, deletreando así palabras y frases, en un proceso similar al de la ouija. Científicos y escépticos consideran que el giro de la mesa es el resultado del efecto ideomotor o de un engaño consciente.

## Historia
Cuando el espiritismo llegó a Europa procedente de América, en el invierno de 1852-1853, el método más popular para consultar a los espíritus consistía en que varias personas se sentaban alrededor de una mesa, con las manos apoyadas en ella, y esperaban a que la mesa se moviese. Si el experimento tenía éxito, la mesa giraba con considerable rapidez, y ocasionalmente se elevaba en el aire, o realizaba otros movimientos.
Mientras que la mayoría de los espiritistas atribuían los movimientos de la mesa a la acción de los espíritus, dos investigadores, el conde Agénor de Gasparin y el profesor Marc Thury, de Ginebra, llevaron a cabo una cuidadosa serie de experimentos por los que afirmaban haber demostrado que los movimientos de la mesa se debían a una fuerza física que emanaba de los cuerpos de los que se sentaban, para la que propusieron el nombre de «fuerza ecténica». Su conclusión se basaba en la supuesta eliminación de todas las causas físicas conocidas de los movimientos; pero de la descripción de los experimentos resulta dudoso que las precauciones tomadas fueran suficientes para excluir la acción muscular inconsciente (el efecto ideomotor) o incluso el fraude deliberado.
En Inglaterra, las mesas giratorias se convirtieron en una diversión de moda y se practicaba en todo el país en el año 1853. El profesor John Elliotson y sus seguidores atribuyeron los fenómenos al mesmerismo. El público en general se contentaba con encontrar la explicación de los movimientos en los espíritus, el magnetismo animal, la fuerza ódica, el galvanismo, la electricidad o incluso la rotación de la Tierra. Algunos clérigos evangélicos alegaron que los espíritus causantes de los movimientos eran de naturaleza diabólica. En Francia, Allan Kardec estudió el fenómeno y concluyó en El libro de los médiums que algunos mensajes eran causados por una inteligencia exterior, ya que el mensaje contenía información desconocida para el grupo.

## Recepción científica

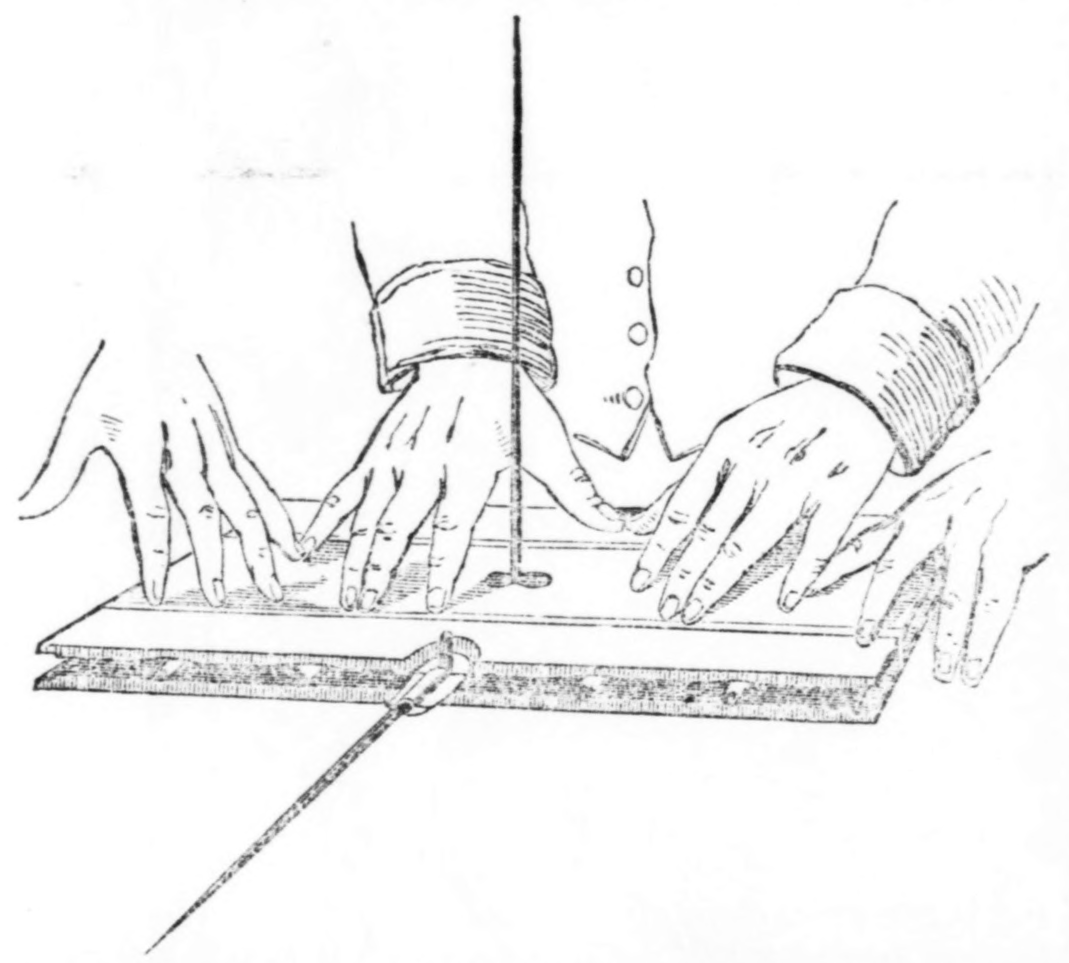
Aparato de Faraday para demostrar el efecto ideomotor en la mesa giratoria.

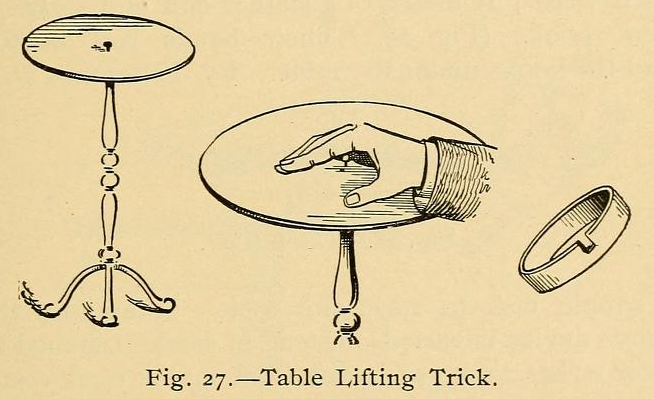
Método para hacer elevar la mesa con un alfiler y un anillo.

El cirujano escocés James Braid, el fisiólogo inglés W. B. Carpenter y otros señalaron que los fenómenos podían depender de la expectación de los participantes sentados y que podían detenerse por completo mediante una sugestión adecuada. Michel Eugène Chevreul explicó que el supuesto movimiento mágico se debía a reacciones musculares involuntarias e inconscientes.
Michael Faraday ideó un sencillo aparato que demostró de manera concluyente que los movimientos que él investigaba se debían a una acción muscular inconsciente. El aparato consistía en dos pequeñas tablas, con rodillos de vidrio entre ellas, cuyo conjunto estaba unido por bandas de caucho, de tal manera que la tabla superior podía deslizarse bajo presión lateral hasta cierto punto sobre la inferior. El movimiento lateral se indicaba inmediatamente mediante un palo de heno vertical fijado al aparato. Cuando por este medio se aclaraba a los sujetos experimentadores que eran los dedos los que movían la tabla, cesaban generalmente los fenómenos. Después de este planteamiento experimental, Faraday criticó a los defensores de las mesas parlantes.
El trabajo de Faraday fue continuado un siglo después por el psicólogo clínico Kenneth Batcheldor, pionero en el uso de la grabación de vídeo por infrarrojos para observar a sujetos experimentales en completa oscuridad.

### Engaños
Aparte del efecto ideomotor, también se ha descubierto el movimiento fraudulento y consciente de las mesas. Ilusionistas profesionales y los escépticos han expuesto muchos de los métodos utilizados por los médiums para mover y hacer girar las mesas. El mago Chung Ling Soo describió un método en el que se introducía un alfiler en la mesa y se utilizaba un anillo con una ranura en el dedo del médium. Una vez que el alfiler entraba en la ranura, se podía elevar la mesa. Otro ejemplo citado es el de Eusapia Paladino, que utilizaba botas hechas a medida con suelas que se extendían más allá de los bordes de las botas para hacer levantar las mesas. Una de las personas que cayó en el engaño de las mesas parlantes fue el autor francés Victor Hugo, quien creyó llegar a hablar con Shakespeare, Jesucristo o con La Muerte. Sus conversaciones con el más allá fueron plasmadas en su obra Les tables tournantes de Jersey, traducida al español como Lo que dicen las mesas parlantes.